# Pericondrite da orelha
Pericondrite da orelha é um tipo de infecção que afeta a parte externa da orelha (aurícula), especificamente a pinna. Geralmente causa dor, vermelhidão e inchaço. Outros sintomas podem incluir febre. O lóbulo da orelha geralmente não é afetado. Complicações podem incluir deformidade permanente da orelha, conhecida como orelha em orelha de couve-flor.
O fator de risco mais comum é lesão na pinna, como perfurações na parte superior da orelha causada por piercing na orelha. Outros fatores de risco incluem infecções da orelha externa, baixa função imunológica deficiente e granulomatose com poliangeíte. A infecção geralmente é causada por Pseudomonas aeruginosa ou Staphylococcus aureus. O mecanismo subjacente envolve a inflamação do pericôndrio, a camada que envolve a cartilagem da orelha. O diagnóstico é baseado nos sintomas apresentados.
O tratamento inclui analgésicos, antibióticos, corticosteroides e a remoção de piercings na orelha. Os antibióticos mais comumente utilizados incluem ciprofloxacino.  Se houver um abscesso, este deve ser drenado. Com o tratamento adequado, os sintomas costumam melhorar em cerca de 3 dias, embora algum desconforto possa persistir por até 4 semanas.
A pericondrite da orelha é uma condição incomum. As taxas dobraram na Inglaterra entre 1990 e 2000, acredita-se que isso esteja relacionado ao aumento de perfurações na orelha. O termo surgiu na língua inglesa em meados do século XIX; derivado do grego "peri", que significa "ao redor", "chondros", que significa "cartilagem", e "itis", que significa "inflamação".